# Association de la Jeunesse Sportive de Mutsamudu
L'Association de la Jeunesse Sportive de Mutsamudu (AJSM) és un club de futbol de la ciutat de Mutsamudu, Comores. El seu color és el blau.

## Palmarès
- Lliga de Comores de futbol:[6]

2006
- Copa de Comores de futbol:[7]

2008-09